# Ichtershausen
Ichtershausen är en ortsteil i kommunen Amt Wachsenburg i Ilm-Kreis i förbundslandet Thüringen i Tyskland. Ichtershausen var även namnet på en kommun fram till den 31 december 2012 när kommunen Wachsenburggemeinde uppgick i kommunen Ichtershausen som samtidigt ändrade namn till Amt Wachsenburg.